# Skytterumegöl
Skytterumegöl är en sjö i Valdemarsviks kommun i Östergötland och ingår i Söderköpingsåns huvudavrinningsområde.